# Duvalius laneyriei
Espèce
Duvalius laneyriei est une espèce d'insectes coléoptères de la famille des Carabidae. C'est un petit carabe cavernicole de France.

## Description
C'est un très petit carabe qui mesure moins d'un centimètre de long, de couleur jaune-beige à l'état immature, tirant ensuite sur le brun clair. Comme tous les vrais cavernicoles (ceux qui ne mettent jamais patte ni antenne hors de leur grotte natale), il est aveugle. Il est assimilé à un fossile vivant.

## Distribution
Cette espèce de Duvalius a été découverte dans une grotte des Alpes-de-Haute-Provence par l'entomologiste Robert Laneyrie en 1948, Jean Ochs l'a ensuite décrite. 

## Liste des sous-espèces
- Duvalius laneyriei laneyriei Ochs, 1948
- Duvalius laneyriei jacometi Giordan, Lemaire & Raffaldi, 2011

## Étymologie
Cette espèce est nommée en l'honneur du découvreur, Robert Laneyrie.

## Publications originales
- Ochs 1948 : Un nouveau Duvalius des Basses-Alpes (Col. Trechidae). Notes biospéologiques, no 3, p. 57-58.
- Giordan, Lemaire & Raffaldi, 2011 : A new form of Duvalius laneyriei Ochs, 1939 from the Haute-Provence Alps (Coleoptera Carabidae Trechinae). L'entomologiste, vol. 67, no 2, p. 67-69.